# 이귀지
이귀지(李貴芝, ?~?)는 고려의 관료이자, 태원 이씨의 시조이다.
송나라 태원 출신으로 원나라로부터의 난을 피해 고려로 귀화했다. 이후 고려에 정착하며 사재판서(司宰判書)와 한성판윤(漢城判尹)직을 지냈다.

## 참고 자료
- “이씨(李氏) 본관(本貫) 태원(太原)”. 《한국족보출판사》. 2022년 11월 29일에 원본 문서에서 보존된 문서.